# Kontorrobot
En kontorrobot er en måde at automatisere gentagne, manuelle og regelbaserede processer, typisk indenfor administration og regnskab, men også indenfor så forskellige faggrupper som jurister og journalister.